# Filip Naudts

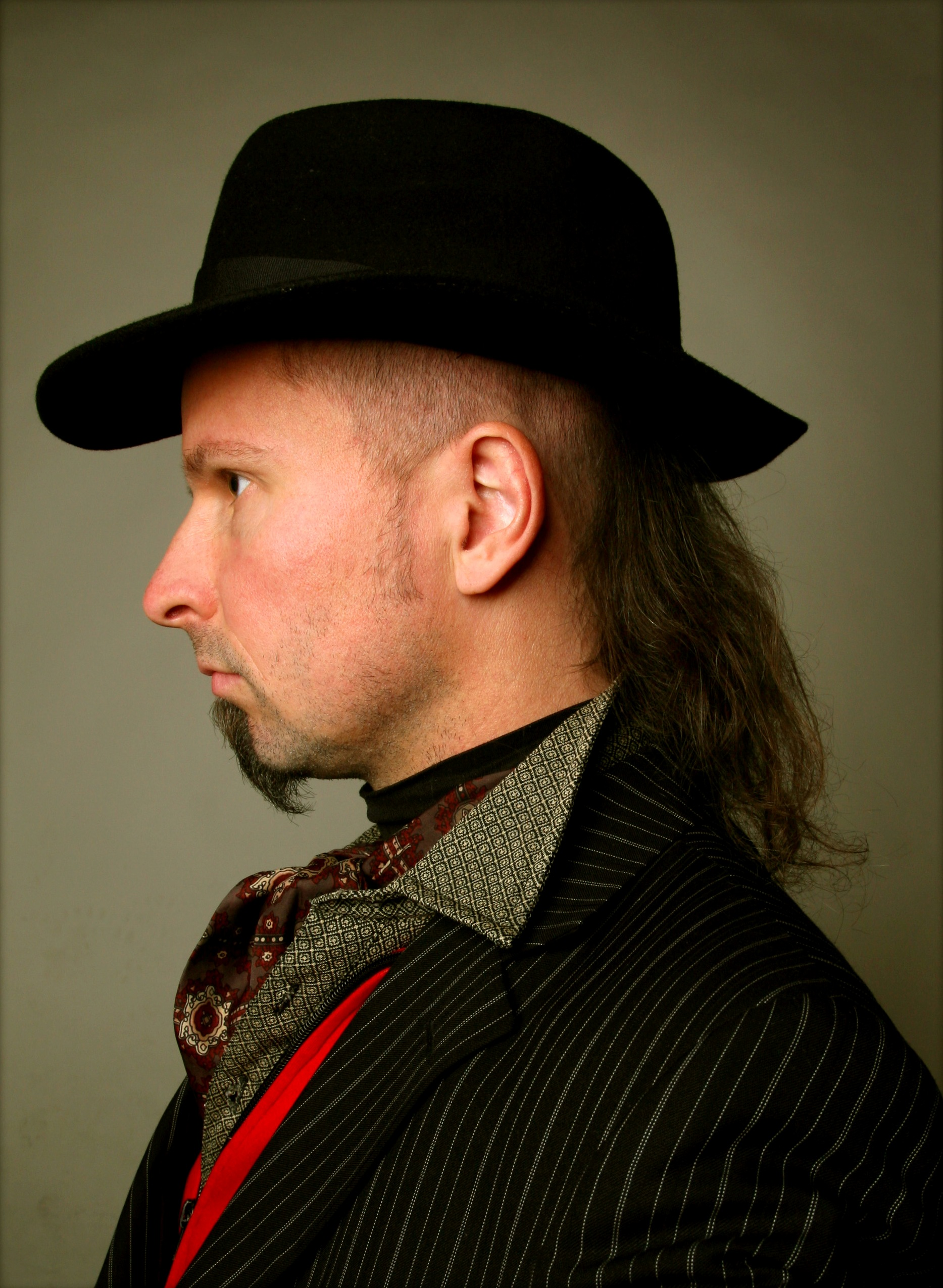
Filip Naudts

Filip Naudts (Gante, 7 de diciembre de 1968) fotógrafo belga.
Comenzó en 1992 su carrera en la prensa y la televisión belgas, al año siguiente lo contrató el Fotomuseum de Amberes donde trabajó hasta 2002. De 2002 a 2006 trabajó como editor fotográfico en la revista neerlandesa Foto., y después empezó su carrera como fotógrafo freelance.  En 2000, se expuso en Praga una exposición individual sobre su obra en el Museo Nacional Técnico de Praga.
Reside actualmente en Lochristi, y es el fundador de los estudios fotográficos Guarda La Fotografía (1993, Lochristi) y B&B Studio Guarda La Fotografía (2014, Gante).

## Galería

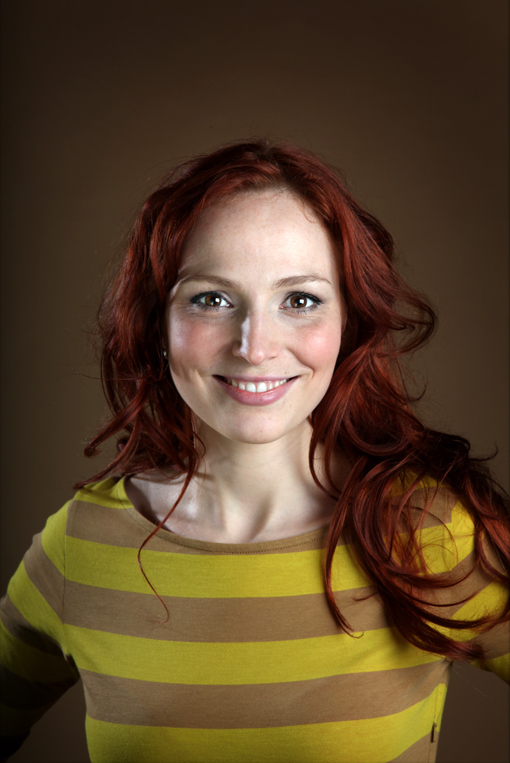
Amaryllis Uitterlinden
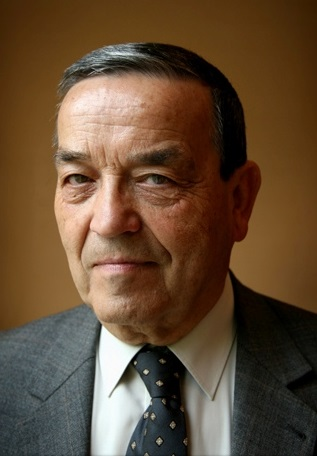
Louis Tobback
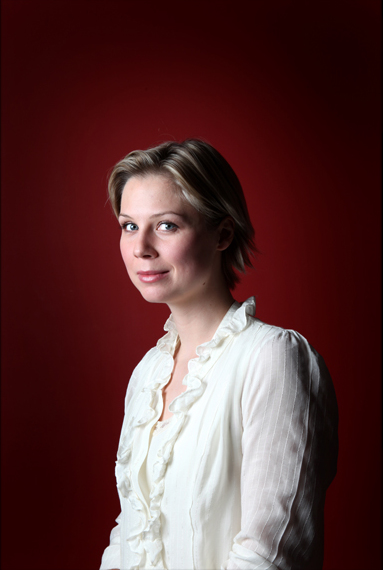
Cara Van der Auwera
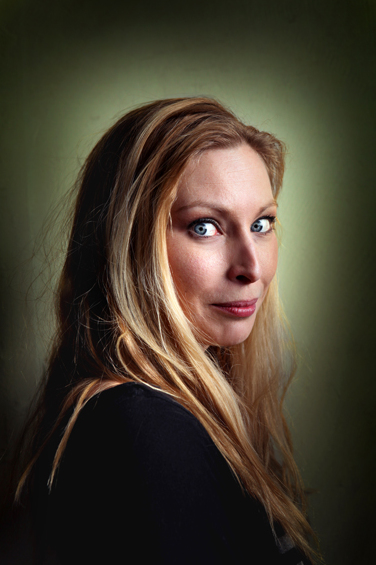
Roos Van Acker
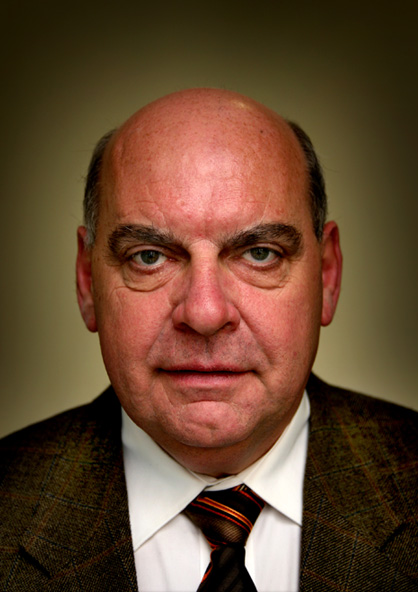
Daniël Termont